# Arkanisierung
Unter Arkanisierung (zu lat. arcanus „geheim“) wird allgemein die Geheimhaltung eines Sachverhalts verstanden. 
Arkanisierung wird häufig im Zusammenhang mit Politikberatung und -vermittlung gebraucht. Da in so genannten „Küchenkabinetten“ arkanisiert wird, besteht die Gefahr, das Misstrauen der Bevölkerung und der Medien zu erwecken.
Arkanisierung ist demokratietheoretisch bedenklich, „wenn immer mehr ‚Erwählte‘ an Stelle der ‚Gewählten‘ an Einfluss gewinnen“ (Korte 2003: 38).